# Carbon Tracker
Carbon Tracker est un think tank basé à Londres qui étudie les effets du réchauffement climatique sur les marchés financiers.
Carbon Tracker a popularisé la notion de « bulle carbone », qui décrit l'incompatibilité entre le développement continu du financement de projets de recherche, exploitation et utilisation de combustibles fossiles et la lutte contre le changement climatique,.
Selon son rapport publié le 6 septembre 2019, les grandes compagnies pétro-gazières continuent en 2019 d’investir dans des projets « incompatibles avec les objectifs climatiques et menaçant les intérêts des actionnaires ».

## Histoire et travail
Carbon Tracker a été fondé par le gestionnaire de fonds britannique Mark Campanale, et d'abord présidé par Jeremy Leggett. 
Les deux premiers rapports de l'organisation - Unburnable Carbon (2011) et Unburnable Carbon (2013) - soutenaient que près des deux tiers des réserves et ressources connues de pétrole, de charbon et de gaz ne pourraient pas être brûlées tout en évitant des niveaux dangereux de changement climatique. Comme le résume Martin Wolf, chroniqueur au Financial Times: « La conclusion est assez simple : brûler des réserves connues de combustibles fossiles est incompatible avec la réalisation des objectifs climatiques que les gouvernements se sont fixés ».
Fin 2015, l'Accord de Paris vise à rester nettement en dessous des « +2 °C en 2100 » par rapport aux températures préindustrielles ; grâce à un effort accru pour atteindre la cible de 1,5 °C, ce qui implique que le CO2 émis dans l'atmosphère d'ici 2050 ne dépasse pas un " budget carbone " de 900 GT (gigatonnes).
S'appuyant sur l' « Institut de recherche sur les impacts du climat de Potsdam », Carbon Tracker a montré que les réserves et ressources mondiales de charbon, de pétrole et de gaz émettront plus de trois fois cette quantité, soit environ 2 800 gigatonnes. Si l’on finance le développement et la production de combustibles fossiles qui pourraient ne jamais être consommés, les investisseurs sont exposés au risque d'actifs irrécupérables, rendus non rentables par les réglementations climatiques et les alternatives technologiques telles que les énergies renouvelables conclue l’ONG.
En abordant la question des effets du changement climatique sous un angle économique, le think tank a contribué à faire reculer le déni du changement climatique dans une partie des milieux de la finance. 
Reuters a décrit cette idée – idée selon laquelle les investisseurs finançaient une "bulle de carbone" - comme faisant désormais partie du "lexique des changements climatiques". Elle a servi de fondement aux alertes lancées par le gouverneur de la Banque d'Angleterre (Mark Carney) au sujet des actifs irrécupérables. Elle a aussi incité des groupes comme le fonds souverain norvégien à se défaire de milliards d'actifs en combustibles fossiles.
Carbon Tracker a ensuite travaillé sur les conséquences financières et climatiques d'une réduction de la demande, et sur les effets de différents scénarios la réduction des émissions de carbone pour différents combustibles fossiles,,,.
Mark Carney s'est fait l'écho des avertissements de Carbon Tracker sur les actifs irrécupérables dans un discours prononcé devant les assureurs de Londres en 2015 [12] suivi du lancement d'un groupe de travail sur les informations financières relatives au climat, placé sous les auspices du Conseil de stabilité financière.
Dans le scénario « NPS » de l’AIE (New Policies Scenario) intégrant les engagements actuels des différents pays pour lutter contre les émissions de gaz à effet de serre, le futur réchauffement est estimé à 2,7 °C. Pour suivre les trajectoires de scénarios compatibles avec l’accord de Paris, la consommation d’énergies fossiles devrait être fortement réduite : les nouveaux projets d’exploitation d’hydrocarbures devraient ainsi être limités et seuls les moins coûteux d’entre eux permettront in fine de dégager « une rentabilité suffisante » selon Carbon Tracker. Concrètement, les dépenses d’investissement (CAPEX) des groupes pétroliers et gaziers devraient être réduites de 83% dans un scénario de réchauffement de 1,6 °C (scénario « B2S » de l’AIE) par rapport au scénario tendanciel « NPS », selon les estimations de Carbon Tracker.

## Après l’Accord de Paris (2015)
Après avoir étudié les scénarios de l’Agence internationale de l’énergie (AIE), Carbon Tracker conclut que près de 50 milliards de dollars ont été investis en 2018 par les grandes compagnies pétrolières et gazières pour trouver de nouvelles ressources fossiles, dont l’exploitation sera, si elle se fait, incompatibles avec une trajectoire de réchauffement limitée à 1,7-1,8 °C. En 2018, « les investissements (CAPEX) de l'ensemble de l'industrie pétrolière et gazière en amont se sont élevés à environ 550 milliards de dollars » », note Andrew Grant « les exemples les plus flagrants d'investissements non conformes à l'accord de Paris ».

## Rapports
Les rapports de Carbon Tracker incluent : 
- Unburnable carbon – Are the world's financial markets carrying a bubble? (2011)
- Unburnable carbon 2013: Wasted capital and stranded assets (2013, recherche menée en collaboration avec l'Institut de recherche Grantham sur le changement climatique et l'environnement à la London School of Economics) [17]
- Carbon Supply Cost Curves series:
  - Carbon Supply Cost Curves: Evaluating Financial Risk to Oil Capital Expenditures (2014)[18],[19],
  - Carbon Supply Cost Curves: Evaluating Financial Risk to Coal Capital Expenditures (2014)[20]
  - Carbon Supply Cost Curves: Evaluating Financial Risk to Gas Capital Expenditures (2015)[21]
- Lost in Transition: How the energy sector is missing potential demand destruction (2015)[22],[23]
- The $2 Trillion Stranded Asset Danger Zone: How fossil fuel firms risk destroying investor returns (2015)[24]
- Sense and Sensitivity: Maximising Value with a 2D Portfolio (2016)[25],[26]
- Expect the Unexpected: The Disruptive Power of Low-carbon Technology (2017, recherche conjointe avec le Grantham Ins titute - Climate Change and Environment de l'Imperial College de Londres)[27],[28].

## Dans les médias
- En 2012, un article de Rolling Stone rédigé par l'écrivain et militant Bill McKibben a présenté les recherches de Carbon Tracker sur la «bulle de carbone» à un public plus large [29],[30].Cet article a conduit McKibben à lancer une campagne appelant à « désinvestir » dans les combustibles fossiles. En décembre 2015, des organisations gérant plus de 5,46 milliards de dollars se sont engagées dans des désinvestissements partiels ou totaux [31],[32].

- Les analyses de Carbon Tracker ont été citées par les banques d’investissement HSBC [33], Citi [34] et JP Morgan [35], telles que Accenture [36] et la Banque centrale néerlandaise [37].

- Le Think tank a aussi provoqué des réponses de la part de grandes entreprises pétrolières : ExxonMobil a ainsi déclaré être "confiant qu'aucune de nos réserves d'hydrocarbures n'est actuellement ou ne sera "bloquée"[38]. Chevron, tout en admettant que" certains actifs à coût élevé dans le monde entier pourrait être affecté par un cas hypothétique de limitation des émissions de gaz à effet de serre », a également soutenu que le risque lié aux actifs immobilisés est « gérable »[39]. BP [40] et Statoil [41] ont également exprimé leurs positions.

## Risques pour les actionnaires
Carbon Tracker alerte les investisseurs et épargnants sur le risque de perte de valeur de certains actifs (stranded assets). 
Pour Andrew Grant, « la meilleure façon de préserver la valeur pour les actionnaires et de s'aligner sur les objectifs climatiques est de se concentrer sur des projets à faible coût qui dégageront les meilleurs rendements » alors que les forages profonds coutent de plus en plus cher et nécessitent de plus en plus d’énergie à quantité identique d’énergie finale produite. 
En 2019, selon le think tank, c’est ExxonMobil qui présente « le plus grand risque de dévalorisation de ses actifs » (avec 90% d’investissements potentiels durant la période 2019-2030 jugés incompatibles avec une trajectoire « +1,6 °C »), suivi de Shell (70%), de Total (67%), de Chevron (60%) et BP (57%).